# Conquista musulmana de Egipto
La conquista musulmana de Egipto, liderada por el ejército de 'Amr ibn al-'As, tuvo lugar entre 639 y 642 d. C., y fue supervisada por el Califato ortodoxo. Puso fin al periodo romano en Egipto, que había empezado en el 30 a. C, y al más amplio periodo grecorromano que había durado alrededor de un milenio. 
Cuando comenzó la conquista musulmana, Egipto era parte del Imperio bizantino (o Imperio romano de oriente), que tenía su capital en Constantinopla. Había sido conquistado apenas una década antes por Cosroes II (616-629), soberano del Imperio sasánida. Posteriormente, el emperador Heraclio lo recobró merced a una serie de campañas contra los persas sasánidas, pero volvió a perderlo, esta vez arrebatado por el Califato ortodoxo, diez años más tarde, quienes aprovecharon el agotamiento bizantino para invadir. Antes de que los musulmanes se apoderaran de Egipto, ya habían arrollado al reino gasánida, aliado de los bizantinos, y se habían adueñado de las provincias bizantinas del Levante, lo que había debilitado considerablemente al imperio y lo había dejado en una posición vulnerable.La pérdida de la próspera provincia de Egipto y la derrota de los ejércitos bizantinos debilitó severamente al imperio, teniendo como consecuencia pérdidas territoriales adicionales en los siglos posteriores.

## Antecedentes
Egipto era en la época imperial una provincia rica, que exportaba alimentos. Los impuestos eran gravosos y se unían a las grandes exportaciones de trigo, destinadas a alimentar a la capital imperial, Constantinopla. Desde el siglo V, la provincia mantenía además tensas relaciones con la autoridad imperial debido a que la población era fundamentalmente monofisita (copta), mientras que el Concilio de Calcedonia había impuesto como doctrina imperial el deofisismo. A los patriarcas oficiales nombrados por el Gobierno imperial se oponían otros elegidos por los eclesiásticos egipcios. En el siglo siguiente, la región quedó muy debilitada por una serie de epidemias que redujeron la población a alrededor de tres millones. A ello le siguieron las largas guerras entre el imperio y los sasánidas, que empezaron en el 602. Tras la caída de Jerusalén en el 614, en el 617 los persas invadieron la provincia y, tras no encontrar apenas resistencia, asediaron Alejandría, que conquistaron en el 619. A continuación marcharon hacia el sur, a adueñarse del resto de Egipto hasta Asuán.
El periodo de ocupación sasánida, que terminó en el 629, causó estragos a la iglesia durante la conquista, pero luego favoreció a los monofisitas, libres de la autoridad imperial que favorecía a sus adversarios religiosos. Cuando los bizantinos recuperaron la provincia, nombraron un nuevo patriarca, Ciro, que había sido obispo de Fasis, que obtuvo además el gobierno civil del territorio, pese a no conocerlo. A su llegada en el 631, el patriarca monofisita Benjamín abandonó la ciudad y se refugió en un monasterio del Alto Egipto. El patriarca nombrado por el Gobierno imperial defendía el nuevo dogma monotelita, surgido de las deliberaciones de la junta de tres obispos reunida a instancias del emperador Heraclio para acabar con las disensiones entre las distintas doctrinas cristianas y que suponía un intento de definir un corriente intermedia entre las existentes. Ciro convocó un concilio regional en el que trató de que diofisitas y monofisitas aceptasen el credo monotelita propugnado por el emperador Heraclio, que con él trataba de poner fin a las disputas teológicas. Fracasó, pues los primeros lo aceptaron a regañadientes mientras que los segundos lo rechazaron de plano. A esto siguió una brutal persecución de los monofisitas por las autoridades, que motivó que gran parte de la población se volviese contraria a los bizantinos.
Mientras tanto, tras la muerte de Mahoma en el 632 d. C., los ejércitos árabes del Califato rashidun (o Califato ortodoxo) empezaron a expandirse tanto hacia la Persia sasánida como hacia el Imperio bizantino.Ninguno de los dos imperios estaba preparado para la agresiva expansión de los árabes, pues ambos subestimaban al islam y su creciente apoyo.Tras derrotar a los bizantinos en Yarmuk (636) y a los sasánidas en Qadisiyya (637), la mirada de los generales árabes se posó en las riquezas del África bizantina. Tras el sitio de Jerusalén, fue Amr ibn al-As quien le sugirió al califa una invasión de Egipto,familiarizado como estaba con la prosperidad de la región tras visitarla como comerciante y tras liderar la expedición militar a Gaza en 637. Apelando al Califa, dijo «La conquista de Egipto dará gran poder a los musulmanes y les será de gran ayuda, pues es la tierra más rica y la más débil en la batalla y poder bélico».
Tras ser convencido por Amr de iniciar la invasión, se dice que el califa Umar tuvo un cambio de opinión al último minuto, pero era ya demasiado tarde para detenerla. Es posible que este elemento de la historia, que enfatiza la desconfianza del califa en permitir a un general capturar tal botín, se haya tratado de una adición posterior para enfatizar la reputación de Amr como un gobernador tercamente independiente.
Para impedir la inminente conquista de Egipto una vez perdido el Levante, el patriarca Ciro se avino a pagar tributos a los musulmanes, y sopesó la posibilidad de casar a Amr ibn al-As, que fungió como general de los ejércitos acuartelados en Palestina, con una hija del emperador. Estas acciones evitaron la invasión hasta que el emperador decidió ponerles fin y relevó del gobierno provincial a Ciro en el 639. El fin de los pagos precipitó el asalto musulmán a Egipto. Los jefes musulmanes habían sopesado ya antes arrebatar la provincia a los bizantinos, ya que era desde donde sostenían a Cesarea y desde donde habían enviado la expedición que había recuperado Antioquía.

## Invasión musulmana de Egipto

### Cruce de la frontera egipcia
En diciembre del 639, Amr ibn al-As partió hacia Egipto con un ejército de entre tres mil quinientos y cuatro mil soldados. La mayoría de estos pertenecía a la tribu árabe de 'Ak, del Yemen, aunque al-Kindi afirma que un tercio de ellos eran miembros de la de Ghafik. También había soldados de los pueblos de la llanura costera del mar Rojo. Acompañaban a los soldados árabes algunos romanos y persas que se habían convertido al islam. Sin embargo, pronto el califa 'Umar cambió de idea; al creer imposible apoderarse de un país tan grande como Egipto con apenas cuatro mil soldados, ordenó a Amr que abandonase la empresa y regresase, si no había cruzado ya la frontera.
El mensajero, 'Uqbah ibn 'Amr, alcanzó a Amr en Rafah, a poca distancia de la frontera egipcia. Adivinando lo que podría contener la carta, Amr ordenó al ejército acelerar la marcha. A 'Uqbah' le dijo que leería la carta del califa cuando concluyese la jornada y el ejército se hubiese detenido a pernoctar. 'Uqbah, que desconocía el contenido de la carta, estuvo de acuerdo y se unió al ejército. Este se detuvo por la noche en Shajratein, un pequeño valle cerca de la ciudad de El Arish, que Amr sabía que estaba más allá de la frontera egipcia. Solicitó la carta a Ibn 'Amr y, tras leerla, consultó con sus compañeros sobre lo que debían hacer. La opinión unánime fue que, como habían recibido la carta en suelo egipcio, tenían permiso para proseguir la marcha.
Cuando 'Umar recibió la respuesta de Amr, decidió esperar el curso de los acontecimientos y comenzó a concentrar nuevas fuerzas en Medina, por si resultaba necesario enviarlas como refuerzos a Egipto. El día de la Fiesta del Sacrificio (12 de diciembre de 639), el ejército musulmán marchó de Shajratein a El Arish, una pequeña ciudad que carecía de guarnición. La ciudad capituló, y los ciudadanos se sometieron en las condiciones habituales.[cita requerida] Los soldados musulmanes celebraron en la localidad la fiesta religiosa. A continuación, el ejército musulmán prosiguió la marcha siguiendo la antigua ruta caravanera que unía Egipto y Palestina. El camino, que se internaba tierra adentro pero seguía paralelo a la costa, iba a dar a la ciudad de Pelusio, por entonces a orillas de uno de los brazos del Nilo.

### Conquista de Pelusio y Belbeis
A finales de diciembre del 639 o principios de enero del 640, el ejército musulmán llegó a Pelusio, una ciudad con guarnición que por entonces se consideraba el punto de acceso tradicional a Egipto desde el este. El cerco musulmán se prolongó durante dos meses, dada la falta de máquinas de asedio de los sitiadores. Finalmente pudieron los árabes expugnarla al introducirse en ella junto con los soldados bizantinos que volvían de hostigarlos. Al no tener suficientes soldados para establecer en ella una guarnición, la arrasaron para evitar que pudiesen recobrarla los bizantinos. Los musulmanes le enviaron al gobernador bizantino Ciro, que por entonces se hallaba en fortaleza de Babilonia, a su hija Armanousa, que había resistido ferozmente en Pelusio y había sido capturada cuando conquistaron la plaza. Los coptos, siguiendo las indicaciones del patriarca depuesto Benjamín, ayudaron a los invasores. Las pérdidas sufridas por las fuerzas musulmanas en el cerco se compensaron en parte por el alistamiento en sus filas de beduinos del Sinaí, que se unieron a ellas para conquistar Egipto. Estos beduinos pertenecían a las tribus de Rashidah y Lajm. La relativa facilidad con la que Pelusio cayó en poder de los invasores, y el que la plaza no hubiese recibido socorros durante el asedio de dos meses de duración a menudo se atribuyen a la traición del gobernador egipcio, Ciro, que era asimismo patriarca de Alejandría, de confesión monotelita. En enero del 640, los invasores reanudaron su marcha hacia el interior, dirigiéndose hacia Bilbeis a lo largo del límite del desierto.
Tras la conquista de Pelusio, los musulmanes marcharon hacia Belbeis, situada a sesenta y cinco kilómetros de Menfis, a la que llegaron después de recorrer los caminos del desierto que conducían a ella y a la que pusieron sitio. Belbeis fue el primer lugar de la región en el que los bizantinos resistieron seriamente la invasión. Dos monjes cristianos, acompañados por Ciro de Alejandría y el famoso general romano Aretion, salieron a negociar con Amr ibn al-As. Aretion había sido anteriormente gobernador bizantino de Jerusalén y había huido a Egipto cuando esta cayó en poder de los musulmanes. Amr les dio tres opciones: convertirse al islam, pagar la yizia o luchar contra los musulmanes. Los emisarios bizantinos pidieron tres días para reflexionar y luego, como se menciona en la obra de al-Tabari, solicitaron una prórroga de dos días más. Al final de los cinco días, los dos monjes y el general rechazaron las dos primeras opciones que se les habían ofrecido y optaron por combatir a los invasores. Así desobedecían las órdenes del gobernador Ciro, que deseaba capitular y pagar la yizia. Aretion se enfrentó a los musulmanes, pero la lid concluyó con la victoria de estos. Mientras, Ciro se había encastillado en la fortaleza de Babilonia, junto con el jefe militar bizantino de la provincia, Teodoro. Ibn al-'As intentó luego convencer a la población egipcia de que colaborase con ellos y rindiese la plaza, alegando el parentesco entre egipcios ambos grupos debido a Agar. Al rehusar los egipcios, el asedio de Bilbeis continuó hasta que la ciudad cayó después de un mes de cerco. Hacia fines de marzo del 640, la ciudad se rindió a los musulmanes. Tras esta nueva conquista, los árabes se hallaban ya a tan solo un día de marcha del delta del Nilo.
A continuación, hubo un nuevo choque entre bizantinos y musulmanes en Umm Dunayn, al norte del moderno El Cairo, en el que los musulmanes de nuevo obtuvieron la victoria, aunque con dificultades. El lugar era el puerto de la ciudad de Misr, situada al este de Babilonia. En la orilla oeste del gran río se encontraba, aunque ya en decadencia, la antigua capital faraónica de Menfis.

### Asedio de Babilonia

Mapa de la invasión musulmana de Egipto.

Amr había creído que la conquista de Egipto sería un simple paseo militar, y se equivocó. Incluso en los puestos avanzados de Pelusio y Bilbeis, los musulmanes habían encontrado una enconada resistencia. El asedio de Pelusio había durado dos meses y el de Bilbeis, otro más. Los combates en las dos localidades supusieron un preludio del que iba a acontecer en Babilonia, que era una ciudad cerca del moderno El Cairo más grande e importante que las ya conquistadas por los invasores. En esta se esperaba una resistencia mayor. La ciudad se hallaba en una posición estratégica, cerca del comienzo del delta del Nilo y con buena comunicación por el límite de la zona fértil de sus orillas tanto con Alejandría como con Pelusio, al oeste y al este respectivamente. Los musulmanes la alcanzaron en mayo del 640. Babilonia era una ciudad fortificada, y los bizantinos la habían preparado para resistir el asedio. En torno a la ciudad habían cavado un foso; entre este y las murallas se desplegó gran cantidad de soldados. Los musulmanes sitiaron la fortaleza de Babilonia en mayo de 640. Esta era una edificación enorme y casi triangular, con murallas de doce metros de alto y tres de grueso, reforzadas con numerosas torres y bastiones, que protegía una superficie de cincuenta mil metros cuadrados. Las primeras fuentes musulmanas calculan que los bizantinos contaban en Babilonia con seis veces más hombres que los musulmanes. Durante los siguientes dos meses, los combates continuaron sin un vencedor claro, si bien los bizantinos lograron rechazar todas las acometidas de los sitiadores.
Al no avanzar en la conquista de Babilonia, Amr decidió emprender una maniobra secundaria y envió un destacamento a atacar la rica ciudad de Fayún, situada a unos ochenta kilómetros al sur de Babilonia. La zona era un oasis famoso por su producción de cereal. La operación era arriesgada, pues suponía cruzar el Nilo, perder la comunicación directa con Arabia de la que se esperaban refuerzos y permitir a los bizantinos derrotar a los ejércitos árabes por separado, en caso de que finalmente llegasen nuevas huestes del califa desde el este. En todo caso, los bizantinos habían previsto la maniobra y en consecuencia vigilaban estrechamente los caminos que conducían a la ciudad. También habían reforzado la guarnición de la cercana localidad de Lahun. Cuando los árabes musulmanes se percataron de que las defensas de Fayún eran demasiado recias, se dirigieron hacia el desierto, a los límites del oasis y se dedicaron a apoderarse del ganado que encontraron. Tras la muerte del jefe de la guarnición local, traicionado por un paisano, los bizantinos tuvieron que enviar apresuradamente nuevas fuerzas para conservar el oasis. Los musulmanes, por su parte, se dirigieron a Oxirrinco, que tomaron antes de regresar al Bajo Egipto por el Nilo. La noticia de la llegada de los refuerzos necesarios para acometer la toma de Babilonia hizo que el ejército musulmán abandonase temporalmente la conquista del oasis a comienzos de junio. El cruce del Nilo para reunirse con las huestes que llegaban en su auxilio no supuso problema alguno, ya que los bizantinos no aprovecharon el momento para atacarlo, pese a contar con nutridas fuerzas en Babilonia.

#### Refuerzos de Medina y batalla en Heliópolis
En mayo, durante el infructuoso asedio de Babilonia, Amr le había escrito a 'Umar solicitando refuerzos. El 6 de junio, llegaron a Heliópolis los refuerzos solicitados por Ibn al-As: tres grupos de unos cuatro mil soldados cada uno al mando de uno de los más antiguos compañeros del profeta, el ilustre Zubair ibn al-Awam, estrecho colaborador de los dos primeros califas. Entre los recién llegados, había numerosos veteranos y compañeros de Mahoma, que habían acudido a participar en la conquista. También se contaba entre ellos uno de los hijos del califa. La ciudad, casi abandonada, se hallaba a una docena de kilómetros al este de Babilonia. Era la ciudad del Templo del Sol de los faraones, famosa por sus grandiosos monumentos, su importancia en la antigua religión egipcia y sus escuelas.

Posible planta de la fortaleza de Babilonia, cuya pérdida fue una de las derrotas principales que hicieron que los bizantinos perdiesen la rica provincia de Egipto.

Amr y Zubair se encontraron en Heliopolis; los bizantinos perdieron la oportunidad de impedir la reunión de los ejércitos de ambos. Amr estableció su cuartel en la descaecida ciudad, esperando con sus quince mil soldados la acometida de Teodoro, que había ido reuniendo tropas del Bajo Egipto para atacarlo. Los bizantinos contaban con ventaja numérica frente a los musulmanes. Estos esperaban atraerlos a una batalla en campo abierto para evitar tener que asediar la fortaleza, para lo que no contaban con medios. Paradójicamente, Teodoro, que no había acometido al enemigo cuando sus ejércitos se hallaban todavía separados, decidió hacerlo cuando ya se habían reunido y debían de contar con unos quince mil hombres. A mediados de julio, las tropas bizantinas abandonaron Babilonia para marchar contra el ejército musulmán apostado en Heliópolis a través de la llanura que separaba las dos poblaciones. Los jefes musulmanes los esperaban, habiéndoles tendido una celada, pues dos destacamentos se habían ocultado durante la noche para acometer los flancos del enemigo cuando este arremetiese contra el grueso de las fuerzas árabes.
Los dos ejércitos chocaron cerca de Abbaseya. La batalla concluyó con la victoria musulmana, obtenida mediante el ataque desde varias direcciones de la hueste enemiga una vez que se trabó el combate principal; los bizantinos huyeron en desbandada. Los supervivientes bizantinos derrotados se retiraron a la fortaleza de Babilonia o a la de Nikiû.

#### Conquista de Fayún y Babilonia
Cuando las noticias de la victoria de los musulmanes en Heliópolis llegaron al Fayún, la guarnición bizantina al mando de Domenciano evacuó la ciudad durante la noche y huyó a Abuit. Embarcándose hacia la fortaleza de Nikiû, setenta kilómetros aguas abajo de Babilonia. Cuando Ibn al-'As se enteró de la marcha de las fuerzas bizantinas, envió fuerzas allende el Nilo para ocupar las dos poblaciones evacuadas. Los musulmanes se dedicaron a ocupar la región de Fayún, que no resistió tras la brutal conquista y saqueo de su capital, y de Misr, al sur del delta. Tras el descalabro en Heliópolis, el ejército bizantino había quedado desbaratado salvo por las guarniciones. El control de El Fayún y Misr resolvió el problema del abastecimiento de las tropas musulmanas y les permitió reanudar el cerco de Babilonia; el ascenso de las aguas del Nilo en agosto impedía además continuar la conquista de la zona del delta.
Así pues, tras la victoria de Heliópolis, los musulmanes se aprestaron a conquistar Babilonia en septiembre del 640. La fortaleza logró resistir aún varios meses, pese a la falta de socorros y la hostilidad de la población. Las negociaciones para rendirla, no obstante, comenzaron pronto, en octubre, desde la cercana isla de Rauda, a donde se trasladó el patriarca para tratar en secreto con los sitiadores. Un primer acuerdo de rendición dispuso el sometimiento de la provincia a los musulmanes y el pago del acostumbrado tributo siempre y cuando el Gobierno imperial lo aceptase. Para lograr la aquiescencia imperial, Ciro marchó de inmediato a Constantinopla. Fue mal recibido, destituido de su cargo por traición y enviado al exilio. El fracaso de esta tentativa de poner fin al conflicto motivó la reanudación de la lucha y de las escaramuzas entre la guarnición de Babilonia y sus sitiadores. Finalmente, la llegada de la noticia de la muerte del emperador en marzo del 641 —había fallecido el 11 de febrero—, la subsiguiente crisis sucesoria y la falta de auxilio hicieron que los defensores finalmente capitulasen el 9 del abril. Según otra versión, fue Zubair el que logró tomar finalmente la fortaleza por asalto, escalando sus muros. La capitulación permitió a los restos de la guarnición partir aguas abajo, mientras los musulmanes ocupaban la plaza.

### Rendición de Tebaida (sudeste de Egipto)
El 22 de diciembre, Ciro de Alejandría firmó un tratado con los musulmanes. Por el tratado, se reconoció la soberanía musulmana sobre todo Egipto, y efectivamente sobre Tebaida, y los egipcios acordaron pagar la Jizya a razón de 2 dinares por adulto varón. El tratado estaba sujeto a la aprobación del emperador Heraclio, pero Ciro estipuló que incluso si el emperador repudiaba el tratado, él y los coptos de quienes era el Sumo Sacerdote honrarían sus términos, reconocerían la supremacía de los musulmanes y pagarían la Jizya. Ciro envió un informe a Heraclio y pidió su aprobación a los términos del tratado. También ofreció razones para justificar la aceptación de los términos del tratado. 'Amr envió un informe detallado a' Umar y le pidió sus instrucciones adicionales. Cuando 'Umar recibió este informe, le contestó que había aprobado los términos que Heraclio aceptó presentarles. Deseó que, tan pronto como se conocieran las reacciones de Heraclio, se lo informara para que se pudieran emitir con prontitud las instrucciones necesarias..
La reacción de Heraclio ante el informe de Ciro fue violenta. Lo removió del cargo de virrey de Egipto, pero él permaneció como el Jefe de la Iglesia Copta: este era un asunto en el que el emperador no podía interferir. Heraclio envió órdenes estrictas al comandante en jefe de las fuerzas bizantinas en Egipto de que los musulmanes debían ser expulsados de Egipto. Ciro esperó a 'Amr y le dijo que Heraclio había repudiado el tratado de Babilonia. Aseguró a 'Amr que, en lo que respecta a los coptos, se seguirían los términos del tratado. 'Amr informó estos desarrollos a' Umar. 'Umar deseaba que, antes de que los bizantinos pudieran reunir más fuerzas, los musulmanes deberían atacarlos y expulsarlos de Alejandría. Se registra que Ciro pidió tres favores a los musulmanes, a saber:
1. No rompan su tratado con los coptos;
2. Si los bizantinos después de este repudio piden paz, no hagan las paces con ellos, sino trátenlos como cautivos y esclavos; y
3. Cuando muera, permítanme ser enterrado en la iglesia de San Juan en Alejandría.

Esta posición fue en beneficio de los musulmanes, ya que los coptos eran los nativos de la tierra de Egipto y tanto los bizantinos como los musulmanes eran extraños.

### Marcha a Alejandría

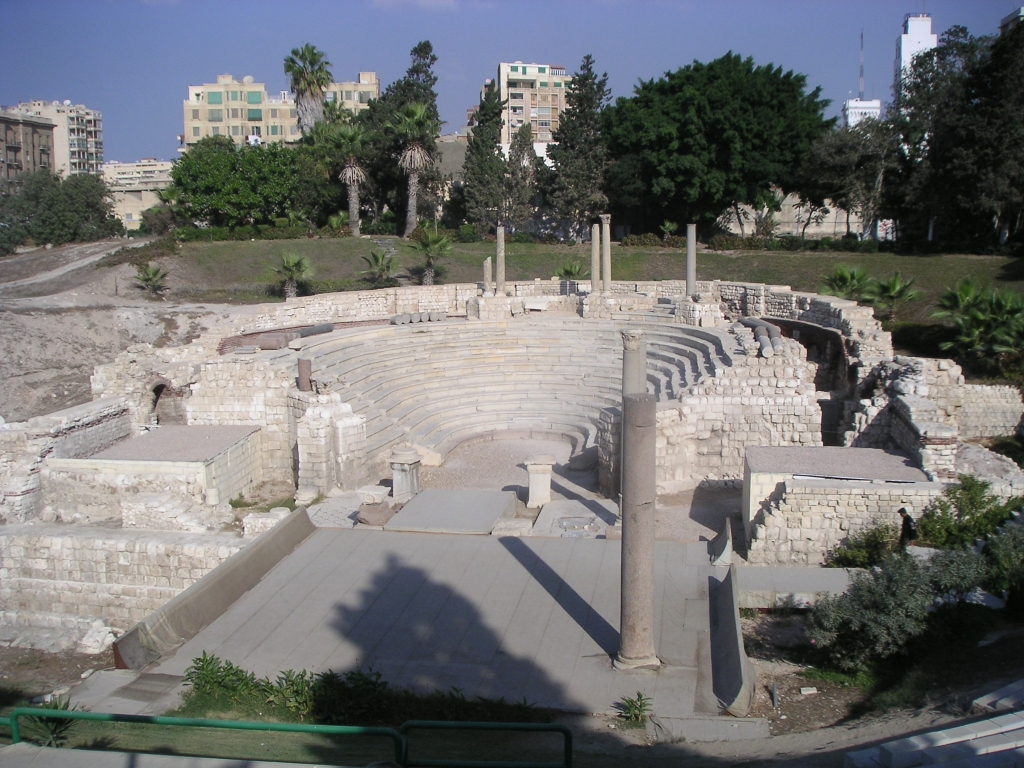
Antiguos teatros romanos en Alejandría.

Tras apoderarse de Babilonia, el siguiente objetivo de los musulmanes era la capital provincial, Alejandría. Apenas tres meses quedaban para que las crecidas del Nilo, que comenzaban en agosto, estorbasen grandemente los movimientos. Por ello, Ibn al-As se apresuró a restaurar la fortaleza conquistada y el puente de barcas que permitía cruzar el río y comenzó los preparativos para la marcha hacia el norte.
El primer choque con los bizantinos, de nuevo favorable a los musulmanes, ocurrió en Tarrana, a unos sesenta y cinco kilómetros al norte de Babilonia. Sin embargo, el primer obstáculo de importancia fue Nikiu, cerca de la moderna Manuf, que Domenciano defendía con la guarnición local y la flota fluvial. La ciudad se hallaba en la orilla este del Nilo y el ejército avanzaba por la opuesta. Al aproximarse el ejército enemigo, empero, Domenciano huyó por barco a Alejandría, lo que desató el caos en la guarnición, que trató en vano de hacer lo propio, pues los marineros se habían retirado a sus aldeas con las embarcaciones. Los musulmanes aniquilaron a la guarnición a orillas del Nilo y luego ocuparon la ciudad y pasaron a cuchillo a sus habitantes, el 13 de mayo del 641. Parece que las matanzas tenían un objetivo político y militar: someter mediante el terror a las poblaciones del delta, un terreno poco propicio para los árabes, que deseaban así evitar tener que sojuzgarlo. El ejército musulmán seguía al bizantino, que se retiraba en dirección a Alejandría. En Tarnut, los bizantinos estuvieron a punto de acabar con una avanzadilla musulmana, que requirió el auxilio del grueso del ejército para librarse. Tras un nuevo choque en Damanhour, que concluyó una vez más con la retirada de los bizantinos, el siguiente combate de importancia se dio en Karyun. Allí, en julio, hubo otro reñido y dilatado choque, en el que los musulmanes lograron vencer y obligar a los bizantinos a continuar la retirada.

### Conquista de Alejandría y caída de Egipto
Los musulmanes alcanzaron la capital egipcia en persecución de las tropas bizantinas, que se replegaron tras el último revés en Karyun. Para entonces la ciudad había venido a menos respecto a la época de esplendor ptolemaica. Las zonas oriental y meridional se habían abandonado. La población pudo haber sido demasiado escasa para defender las fortificaciones que la protegían y que databan de su apogeo. Pese a todo, la ciudad podía haber resistido largo tiempo, sobre todo de haber contado con abastecimiento por mar. Los bizantinos, en efecto, dominaban el mar, y la ciudad estaba protegida no solo por sus recias murallas contra las que nada podían los proyectiles árabes, sino también por el lago Mareotis y una red de canales. Incapaz de tomar la ciudad al asalto, Ibn al-As corrió los límites del delta, talando los pueblos pero evitando las poblaciones amuralladas, que no podía expugnar, y volvió a Babilonia antes de que comenzasen las inminentes crecidas del Nilo.
Muerto Heraclio el 11 de febrero, le sucedieron en teoría sus dos hijos, Constantino y Heraclio, pero fue el primero, el mayor, el que ostentó hasta su muerte realmente el poder. Constantino llamó del exilio a Ciro e hizo venir a Teodoro a la capital para tratar sobre la situación en Egipto; entre todos acordaron enviar refuerzos a la provincia. Antes de que se pudiese hacer, sin embargo, Constantino falleció, el 24 de mayo. El poder pasó entonces a su medio hermano Heraclio y a la madre de este, la ambiciosa Martina. El nuevo gobierno imperial cambió totalmente de actitud: decidió pactar con los musulmanes y envió a Ciro a Alejandría para alcanzar un acuerdo. Este creyó posible retomar el pago de tributos para evitar la conquista total de Egipto. Para mayor desgracia de los defensores de Alejandría, los jefes militares que la defendían (Domenciano, el vencido en Fayún y Nikiu, y Menas) se disputaban el mando de la plaza, con el apoyo de las aficiones del circo, y sus partidarios llegaron a enfrentarse en las calles de la ciudad. Domenciano prefería, como el nuevo Gobierno imperial, pactar con los invasores árabes. Los refuerzos que habían llegado para sostener la urbe dividían además su apoyo entre dos emperadores rivales.
Pese a que los ejércitos libraron algunas escaramuzas en los alrededores de la ciudad, esta no sufrió asalto alguno, sino que se rindió tras negociar con los sitiadores. El 14 de septiembre, volvió a la ciudad el patriarca Ciro, encargado del parlamento con los musulmanes, habiendo además recuperado sus cargos de patriarca y gobernador de la provincia. Bien recibido por la población pese a las pasadas diferencias religiosas, en octubre marchó a Fustat a tratar con Ibn al-As, que había regresado a esta después de campear por el centro de Egipto. Tras tratar en vano de conseguir la evacuación árabe de la provincia a cambio de la reanudación del pago del tributo, Ciro se avino a cederla y el 28 de noviembre las dos partes firmaron la paz. El acuerdo preveía el pago de un rescate por el pueblo de Alejandría, la marcha de las tropas bizantinas de la ciudad con sus posesiones y el mantenimiento de un armisticio durante once meses, hasta septiembre del 642, durante el que se llevaría a cabo la colecta del rescate y la evacuación militar. Los musulmanes se comprometían además a respetar el culto de cristianos y judíos, que quedaban bajo su protección a cambio del gravamen acostumbrado. Para asegurarse el cumplimiento de lo pactado, los musulmanes recibieron doscientos rehenes de los bizantinos, tanto soldados como civiles. El patriarca retornó a Alejandría, donde se limitó a comunicar el acuerdo a los mandos militares; cuando un contingente árabe acudió luego a la urbe a recoger el primer plazo del rescate, la población, que ignoraba el pacto de Ciro con los conquistadores, se dispuso a defenderse, creyéndose atacada. Solo entonces se le comunicó la rendición acordada; tras unos momentos de gran tensión en los que los alejandrinos amenazaron al patriarca con la lapidación por su claudicación, finalmente se avinieron a cumplir lo acordado y reunieron el dinero para el primer pago del rescate, que se verificó el 10 de diciembre. Heracleonas había aceptado el pacto con los musulmanes poco antes de ser derrocado en noviembre del 641 y enviado al exilio junto a su madre.
La capitulación de la ciudad marcó prácticamente el fin de la resistencia bizantina en Egipto. Solamente en Antinópolis el gobernador se resistió infructuosamente a la marcha de los conquistadores. Durante la tregua pactada por Ciro, contingentes musulmanes ocuparon las principales poblaciones del delta del Nilo, sin dificultad. La evacuación de los bizantinos se realizó sin incidentes. Durante los meses de tregua falleció Ciro, al que sucedió sin problemas otro patriarca calcedonio; también volvió a la ciudad su rival, el copto Benjamín. El 17 de septiembre del 642, zarparon las últimas tropas bizantinas y el 29 Ibn al-As entró en la ciudad, poniendo fin a mil años de gobierno grecorromano en Egipto.
La conquista de Egipto fue la más corta de las de los primeros tiempos del islam, pues se completo en apenas dos años. En parte esto se debió a la estructura gubernamental y defensiva del territorio, que dependía por completo del gobernador provincial y sus tropas. Una vez vencidas estas, la provincia se hallaba indefensa, pues la población carecía de instrucción militar y de armas, situación que el poder había fomentado para facilitar su control. No existían tampoco señores regionales que pudiesen tomar el relevo del ejército imperial en la defensa provincial. La anexión de la provincia, junto con la de la vecina Cirenaica, puso fin a la primera fase de expansión musulmana, que se detuvo temporalmente ante una serie de accidentes geográficos: el desierto libio, los montes Tauro en Anatolia, el Irán oriental y la abrupta Abisinia. Los años siguientes los musulmanes se dedicaron a organizar sus conquistas, tarea que recayó principalmente en el califa Omar.

## Invasión de Nubia
La tierra de Nubia estaba al sur de Egipto. Se extendía desde Aswan a Jartún y del Mar Rojo al desierto de Libia. Los nubios eran cristianos y gobernados por un rey. La capital del reino era Dongola. En el verano de 642, 'Amr ibn al-'As envió una expedición a Nubia bajo el mando de su primo' Uqba ibn Nafi. La expedición fue ordenada por 'Amr por su propia cuenta. No fue una invasión de escala completa, sino simplemente un ataque preventivo para mostrar la llegada de nuevos gobernantes en Egipto a los reinos limítrofes. 'Uqbah ibn Nafi, quien luego se hizo un gran nombre como el Conquistador de África, y condujo su caballo al Atlántico entró en una experiencia infeliz en Nubia. En Nubia, no se libró una batalla campal. Hubo solo escaramuzas y enfrentamientos fortuitos, y en este tipo de guerra los nubios se destacaron. Eran hábiles arqueros y sometieron a los musulmanes a un bombardeo despiadado de flechas. Estas flechas fueron dirigidas a los ojos y en el encuentro 250 musulmanes perdieron los ojos.
Los nubios fueron muy rápidos en sus movimientos. La caballería musulmana era conocida por su velocidad y movilidad, pero no era rival para los jinetes nubios. Los nubios atacarían duramente a los musulmanes, y luego desaparecerían antes de que los musulmanes pudieran recuperar el equilibrio y tomar una acción contraria. Las incursiones de los nubios causaron daños considerables a los musulmanes. 'Uqbah le escribió a' Amr sobre este estado de cosas. Dijo que los nubios evitaron la batalla campal, y en las tácticas de guerrilla que siguieron los musulmanes sufrieron mucho. Entonces 'Amr ordenó a Uqbah retirarse de Nubia. 'Uqbah en consecuencia se retiró de Nubia con sus fuerzas.

## Conquista del norte de África
Después de la incursión preventiva en Nubia en el sur 'Amr decidió emprender campañas en el oeste, para asegurar las fronteras occidentales de Egipto y despejar la región de Cyrenaica, Tripolitania y Fezzan de la influencia bizantina. En algún momento de septiembre de 642, 'Amr condujo a sus tropas hacia el oeste. Después de un mes de marcha, las fuerzas musulmanas llegaron a las ciudades de Pentápolis. Desde Burqa, 'Uqbah bin Nafi fue enviado a la cabeza de una columna para emprender una campaña contra Fezzan. 'Uqbah marchó a Zaweela, la capital de Fezzan. Esta no ofreció resistencia, y todo el distrito de Fezzan, lo que es actualmente el noroeste Libia, se sometió a los musulmanes. 'Uqbah luego regresó a Burqa. Poco después, el ejército musulmán marchó hacia el oeste desde Burqa. Llegaron a Trípoli en la primavera de 643 EC y sitiaron la ciudad. La ciudad cayó después de un asedio de un mes. Desde Trípoli, 'Amr envió un destacamento a Sabratha, una ciudad a 65 kilómetros (40 millas) de Trípoli. La ciudad resistió débilmente, y pronto se rindió y aceptó pagarle la Jizya. Desde Trípoli, se informa que Amr le escribió al califa los detalles de las operaciones en las siguientes palabras:

Hemos conquistado Burqa, Trípoli y Sabratha. El camino hacia el oeste es claro, y si el Comandante de los Fieles desea conquistar más tierras, podríamos hacerlo con la gracia de Dios.

'Umar, cuyos ejércitos ya participaban en una campaña masiva de conquista del Imperio sasánida, no quería comprometerse aún más con el norte de África, cuando el dominio musulmán en Egipto aún era inseguro. En consecuencia, el califa desaprobó cualquier avance adicional y ordenó a 'Amr consolidar primero la posición de los musulmanes en Egipto, y emitió órdenes estrictas de que no debería haber más campañas. 'Amr obedeció, abandonando Trípoli y Burqa y regresando a Fustat. Esto fue hacia el final del año 643 DC.

## Egipto tras la conquista
Durante las primeras décadas de gobierno musulmán, el gobierno de la provincia apenas cambió. La tributación se mantuvo casi inalterada respecto del periodo romano, en manos de los mismos recaudadores de impuestos que en periodo anterior. La administración, en manos de las mismas familias que la habían controlado en épocas anteriores, siguió empleando el griego, situación que tardó medio siglo en cambiar; entonces se impuso por fin el árabe. Los principales cambios fueron la sustitución de los gobernadores cristianos por otros musulmanes, al del nombramiento de árabes para los principales puestos civiles y militares y el desvío de las importantes exportaciones de grano del Imperio bizantino al territorio musulmán. Para facilitar estos envíos, los musulmanes restauraron el antiguo canal que unía el Nilo a la altura de El Cairo con el mar Rojo.

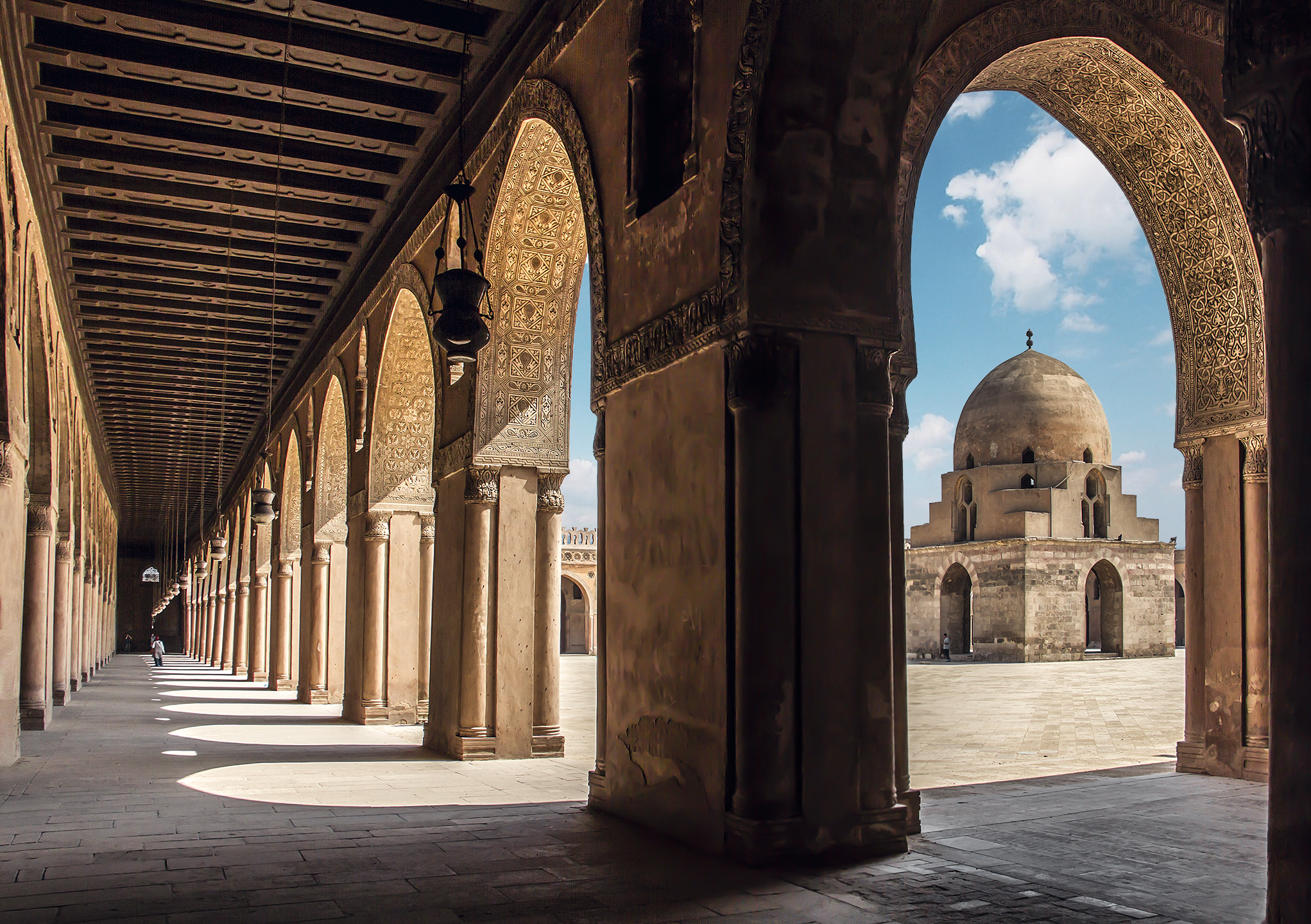
Mezquita de Ahmad Ibn Tulun, construida en el, es una de las más antiguas de El Cairo

La sede del gobierno se trasladó también, de Alejandría, al norte de Babilonia, a la ubicación de una nueva ciudad: Fustat (el viejo El Cairo). El lugar era muy propicio para dominar la región por su localización cerca del arranque del delta y se hallaba muy cerca de la antigua capital faraónica de Menfis. Según la tradición musulmana, el califa Omar se negó a mantener la capital en Alejandría, tanto por hallarse allende el Nilo como por su carácter grecorromano y cristiano, que temía pudiese afectar a los musulmanes. En Fustat se fundó la primera mezquita, la de Amr, que aún se conserva, si bien remozada. En torno a ella surgieron los barrios, divididos según el origen de los distintos conquistadores, en su mayoría árabes meridionales de Yemen y Hadramut.
La inmigración árabe fue muy limitada y probablemente no excedió las cien mil personas. Por entonces la población de la región debía de rondar los tres millones. El grupo se hizo con el control del territorio que antes había detentado la minoría griega. El deseo de los conquistadores de no ceder el poder limitó la llegada de nuevos colonos árabes y la conversión al islam de los coptos, con quienes aquellos no deseaban compartir sus privilegios. Durante el primer siglo de dominio musulmán, los asentamientos árabes se limitaron a Fustat, Alejandría y Asuán (plaza que servía de defensa al Alto Egipto frente a las acometidas nubias). El grueso de la población, egipcia, siguió siendo copta. Ibn al-As entregó la gestión de la iglesia regional a Benjamín, que había concluido sus trece años de clandestinidad. Las relaciones entre el patriarca y los conquistadores fueron buenas y aquel facilitó la supervivencia de la Iglesia copta en el nuevo periodo de dominio musulmán. Lo minúsculo de la colonia árabe, el que viviese fundamentalmente separada de la mayoría egipcia, su respeto por la iglesia local y su moderada tributación favorecieron el afianzamiento de su dominio. La sensación de estar sometidos a impuestos excesivos, que originó violentas revueltas entre la mayoría copta, surgió mucho después de la conquista, aproximadamente a mediados del siglo VIII.

## Intento fallido de reconquista bizantina
Durante el armisticio árabo-bizantino, gran parte de la comunidad griega que había dominado Egipto durante el milenio de gobierno grecorromano abandonó Alejandría. Tres años después, en el 645, un contingente imperial al mando del general Manuel la recuperó con facilidad. Desde allí los bizantinos partieron para talar las tierras del delta, pero no lograron alcanzar Fustat. Ante la invasión bizantina, se encomendó a Ibn al-As, que había sido sustituido como gobernador, la defensa del territorio. Este reunió a los veteranos de la conquista y repelió la invasión: los bizantinos tuvieron que replegarse a Alejandría, donde quedaron sitiados en el 646. La ciudad fue tomada al asalto, bien merced a la traición de uno de los guardianes de las puertas de la muralla o por una brecha que los sitiadores lograron hacer en esta y gran parte de los defensores perecieron en la defensa. Hubo matanzas y parte de la ciudad ardió durante la conquista. Esta segunda toma de la ciudad la relegó definitivamente a un puesto secundario respecto de la capital interior.

## Postura de los egipcios hacia los musulmanes invasores
A cambio de un tributo de dinero y comida para las tropas de ocupación, los habitantes cristianos de Egipto fueron excusados del servicio militar y quedaron libres en la observancia de su religión y la administración de sus asuntos. Este sistema era una nueva institución, como un mandato de una religión. Pero fue adoptado como una institución, por los musulmanes de anteriores sistemas Impuestos por cabeza en el antiguo Medio Oriente.[cita requerida] De hecho, los egipcios habían estado sujetos a él, como los no romanos, durante el gobierno romano antes de la adopción del cristianismo por el estado.[cita requerida] Después de eso, todos los súbditos no cristianos del Imperio Romano tuvieron que pagarlo, incluidos los egipcios no cristianos.[cita requerida] Los persas también tenían un sistema tributario similar.[cita requerida]
El vigésimo de Maskaram, el general bizantino Teodoro y todas sus tropas y oficiales partieron y se dirigieron a la isla de Chipre, abandonando la ciudad de Alejandría. A continuación, 'Amr, el comandante musulmán, hizo su entrada en la ciudad de Alejandría. Los habitantes lo recibieron con respeto, porque estaban en gran tribulación y aflicción.[cita requerida] 'Amr exigió los impuestos que se habían determinado, pero no tomó ninguna de las propiedades de las iglesias, y no cometió ningún acto de expoliación.[cita requerida]

## Egipto bajo dominio musulmán

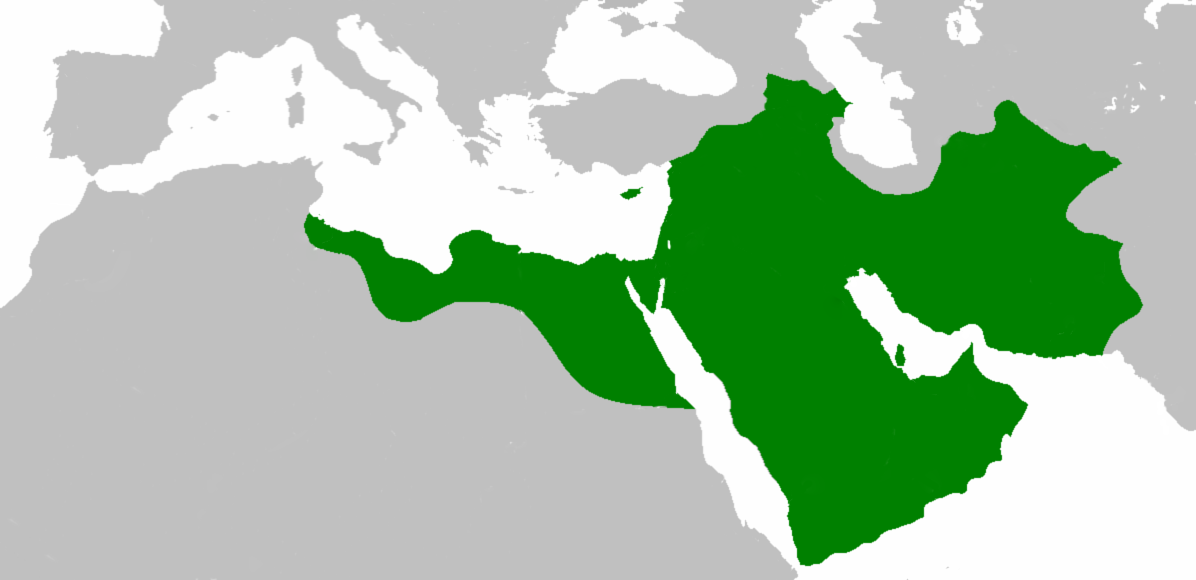
Imperio ortodoxo en su apogeo bajo el tercer califa ortodoxo, Uthman (654)

Los musulmanes obtuvieron el control de Egipto debido a una variedad de factores, incluida la política bizantina interna, el celo religioso y la dificultad de mantener un gran imperio. Los bizantinos intentaron recuperar Alejandría, pero fue retomada por 'Amr en 646. En 654 una flota de invasión enviada por Constante II fue repelida. A partir de ese momento, los bizantinos no hicieron ningún esfuerzo serio para recuperar la posesión de Egipto.
En el libro "Las grandes conquistas árabes", Hugh Kennedy escribe que Ciro el gobernador romano había expulsado al patriarca copto Benjamin al exilio. Cuando Amr ocupó Alejandría, un noble copto (duqs) llamado Sanutius lo persuadió a enviar una proclamación de conducta segura para Benjamin y una invitación a regresar a Alejandría. Cuando llegó, después de trece años de encubrimiento, Amr lo trató con respeto. Luego el gobernador le dio instrucciones para que retomara el control de la Iglesia copta. Él arregló para la restauración de los monasterios en el Wadi Natrun que habían sido arruinados por los cristianos de Calcedonia, que todavía existe como un monasterio en funcionamiento en la actualidad.
Al regreso de Amr, la población egipcia también trabajó con él. En el libro "Las grandes conquistas árabes", Hugh Kennedy escribe: "El piadoso biógrafo del patriarca copto Benjamin nos presenta la impactante imagen del patriarca rezando por el éxito del comandante musulmán Amr contra los cristianos de la Cirenaica. Benjamin sobrevivió durante casi veinte años. años después de la caída de Egipto a los musulmanes, muriendo de años completos y honor en 661. Su cuerpo fue enterrado en el monasterio de San Macario, donde todavía es venerado como un santo. No puede haber ninguna duda de que jugó un papel principal en la supervivencia de la Iglesia Copta" El patriarca copto Benjamín también oró por Amr cuando se trasladó a tomar Libia.
En el libro "Las grandes conquistas árabes", Hugh Kennedy escribe: "Aún más sorprendente es el veredicto de Juan de Nikiu. Juan no era admirador del gobierno musulmán y era feroz en su denuncia, pero dice de Amr: 'Extrajo los impuestos que había sido determinado pero no tomó ninguna de las propiedades de las iglesias, y no cometió ningún acto de expolio, y él las conservó a lo largo de todos sus días'" Escribe: "De todas las conquistas musulmanas tempranas, la de Egipto fue la más rápida y completa. En un lapso de dos años, el país había quedado enteramente bajo el dominio árabe. Más notable aún, ha permanecido bajo el dominio musulmán desde entonces. La historia puede un cambio político tan masivo que ha sucedido tan rápidamente y ha sido tan duradero."
Uqba ibn Nafi luego usó Egipto como plataforma de lanzamiento para moverse por el norte de África hasta el Océano Atlántico. En el libro "Las grandes conquistas árabes", Hugh Kennedy escribe que cuando Uqba llegó al Atlántico, se dice que había montado su caballo en el mar hasta que el agua estaba debajo de su pecho, y luego gritó: "Oh Señor, si el mar no lo hizo detente, iría por tierras como Alejandro Magno, defendiendo tu fe ". Kennedy escribe además que esta imagen de un guerrero cuya conquista en nombre de Dios fue detenida solo por el océano sigue siendo importante en la historia de las conquistas.

### Fustat, la nueva capital
Con la caída de Alejandría, los musulmanes se convirtieron en los señores de Egipto. En el momento de su campaña egipcia, Alejandría era la capital del país. Cuando Alejandría fue capturada por los musulmanes, las casas desocupadas por los bizantinos fueron ocupadas por los musulmanes. Los musulmanes fueron impresionados y atraídos por Alejandría, "la reina de las ciudades". 'Amr deseaba que Alejandría siguiera siendo la capital del Egipto musulmán. Le escribió al califa 'Umar pidiéndole permiso para hacer esto. Pero 'Umar rechazó la propuesta sobre la base de que Alejandría era una ciudad marítima y siempre existiría el peligro de ataques navales bizantinos.
Sugirió que la capital debería establecerse tierra adentro en un lugar central, donde no intervino una masa de agua entre ella y Arabia. Según el tratado con Ciro de Alejandría, la riqueza de los egipcios en Alejandría se salvó y la de los romanos y griegos fue tomada como botín. A los ciudadanos griegos se les dio la opción de regresar a los territorios griegos de forma segura sin su riqueza, o quedarse en Alejandría y pagar Jizya. Algunos eligieron quedarse, mientras que otros fueron a tierras bizantinas.
'Amr procedió a elegir un sitio adecuado para la capital de Egipto. Su elección recayó en el sitio donde había plantado su tienda de campaña en el momento de la batalla de Babilonia. Su tienda había estado a unos 400 metros (25 millas) al noreste del fuerte. Se informa que después de que terminó la batalla, y el ejército estaba a punto de marchar a Alejandría, los hombres comenzaron a desmontar la tienda y empacarla para el viaje, cuando se descubrió que una paloma había anidado en la parte superior de la tienda y puesto huevos. 'Amr ordenó que la tienda permaneciera donde estaba. El ejército se alejó, pero la tienda permaneció de pie en la llanura de Babilonia. En este episodio inusual 'Amr vio un signo del Cielo. Decidió "donde la paloma puso su nido, deja que la gente construya su ciudad". Como la tienda de campaña de Amr iba a ser el punto focal de la ciudad, la ciudad se llamó Fustat, que en árabe significa la tienda. La primera estructura que se construyó fue la mezquita que más tarde se hizo famosa como mezquita de Amr ibn al-'As. La ciudad de Fustat fue construida al este de Babilonia. En el transcurso del tiempo, Fustat se extendió para incluir el antiguo pueblo de Babilonia. Creció hasta convertirse en una ciudad bulliciosa y el centro comercial de Egipto.

### Reformas del califa Omar
Para afianzar su poder en Egipto, 'Umar impuso la jizya a los egipcios. Posteriormente, en la época omeya, los últimos califas impusieron impuestos mayores a la población de la región.
Con el permiso de 'Umar,' Ibn al-'As decidió construir un canal para unir el Nilo con el mar Rojo. La obra debía favorecer el comercio, las comunicaciones entre Egipto, Arabia e Irak y mejoraría la situación de Arabia, merced a esta nueva ruta comercial. En unos meses el canal estuvo listo y se abrió al tráfico comercial. Se lo llamó Nahar Amir ul-Mu'mineen, el «canal del comendador de los creyentes», en referencia al título del califa Omar.
A continuación, Ibn al-'As propuso otro proyecto: la excavación de otro canal que comunicase el mar Rojo con el Mediterráneo. Esta vez el califa se negó a aprobarlo, al considerarlo una amenaza, pues permitiría que la Armada bizantina penetrase en el Mar Rojo y pudiese alcanzar incluso Medina. El canal se acabó construyendo mil trescientos años más tarde y se conoce como canal de Suez. Cada año, el califa dedicaba gran parte de lo recaudado mediante la jizya a la construcción y mantenimiento de canales y puentes. Los árabes conservaron el dominio de Egipto hasta 1250, cuando pasó a los mamelucos.